# بوتیمار پشت‌راه‌راه
بوتیمار پشت‌راه‌راه (نام علمی: Ixobrychus involucris) نام یک گونه از سرده غمخورک‌ها است.